# 李長德
李長德，號守初，四川重庆府合州铜梁县人，明朝政治人物，同進士出身。

## 生平
万历四十六年（1618年）戊午科四川鄉試舉人，四十七年（1619年）己未科三甲进士，工部觀政！本年六月授黄州府推官，天啓四年升礼部主客司主事，七年丁憂。崇祯四年起儀制司主事，本年升精膳司员外郎、儀制司郎中，贬江西布政司照磨，五年升江西抚州府推官，七年升兵部武库司主事，官至长沙府知府。

## 家族
曾祖李璜。祖父李柏，贈知府。父李仕亨，兵备副使。兄同榜第二甲进士、工部尚书李养德。